# Артур Гютт
Артур Юліус Гютт (нім. Arthur Julius Gütt; 17 серпня 1891, Міхелау — 2 березня 1949, Штаде) — німецький державний діяч, медик і євгеніст, доктор медицини (1919), бригадефюрер СС і лейтенант медичної служби резерву вермахту.

## Біографія
Син землевласника. В 1911-14 роках вивчав медицину. Учасник Першої світової війни. В листопаді 1914 року взятий в полон російськими військами, до грудня 1916 року утримувався в Сибіру. З грудня 1918 року працював практикуючим лікарем. Брав активну участь у політичному житті. З 1923 по 1925 рік — співзасновник і керівник Німецької народної партії свободи в Лабіау.
На початку 30-х років вступив в НСДАП, потім повторно в листопаді 1932 року (квиток № 1325 846). В 1933 році — міністерський радник в Імперському міністерстві внутрішніх справ. 9 листопада 1933 вступив в СС (квиток № 85 924). В 1935 році отримав ранг міністерського директора і призначений начальником департаменту народного здоров'я Імперського міністерства внутрішніх справ. З червня 1935 року — начальник управління політики народонаселення і спадкового здоров'я в Особистому штабі рейхсфюрера СС. В 1936 році Гютт став членом Національного комітету із захисту німецької крові і організації Лебенсборн. Гютт твердо вірив в арійську перевагу і необхідність дотримання расової чистоти.
З 1 липня 1937 року — начальник Управління з питань генеалогії (VIII Amt) в Головному управлінні СС з питань раси і поселення. 6 вересня 1939 року залишив пост в міністерстві внутрішніх справ, отримав ранг статс-секретаря у відставці і став президентом Академії громадського здоров'я. 9 листопада 1944 року був зарахований в Штаб рейхсфюрера СС. Після війни на короткий час був інтернований, потім звільнений.

## Сім'я
Був одружений, мав шістьох синів і дочку.

## Звання
- Штурмфюрер СС (9 листопада 1933)
- Гауптштурмфюрер СС (20 квітня 1934)
- Оберштурмбанфюрер СС (1 травня 1934)
- Оберфюрер СС (1 червня 1935)
- Бригадефюрер СС (9 листопада 1938)

## Нагороди
- Залізний хрест 2-го класу
- Почесний хрест ветерана війни з мечами
- Пам'ятна військова медаль (Угорщина) з мечами
- Почесний знак Німецького Червоного Хреста, хрест заслуг
- Хрест Воєнних заслуг 2-го класу
- Кільце «Мертва голова» (квітень 1942)
- Почесна шпага рейхсфюрера СС (квітень 1942)

## Бібліографія

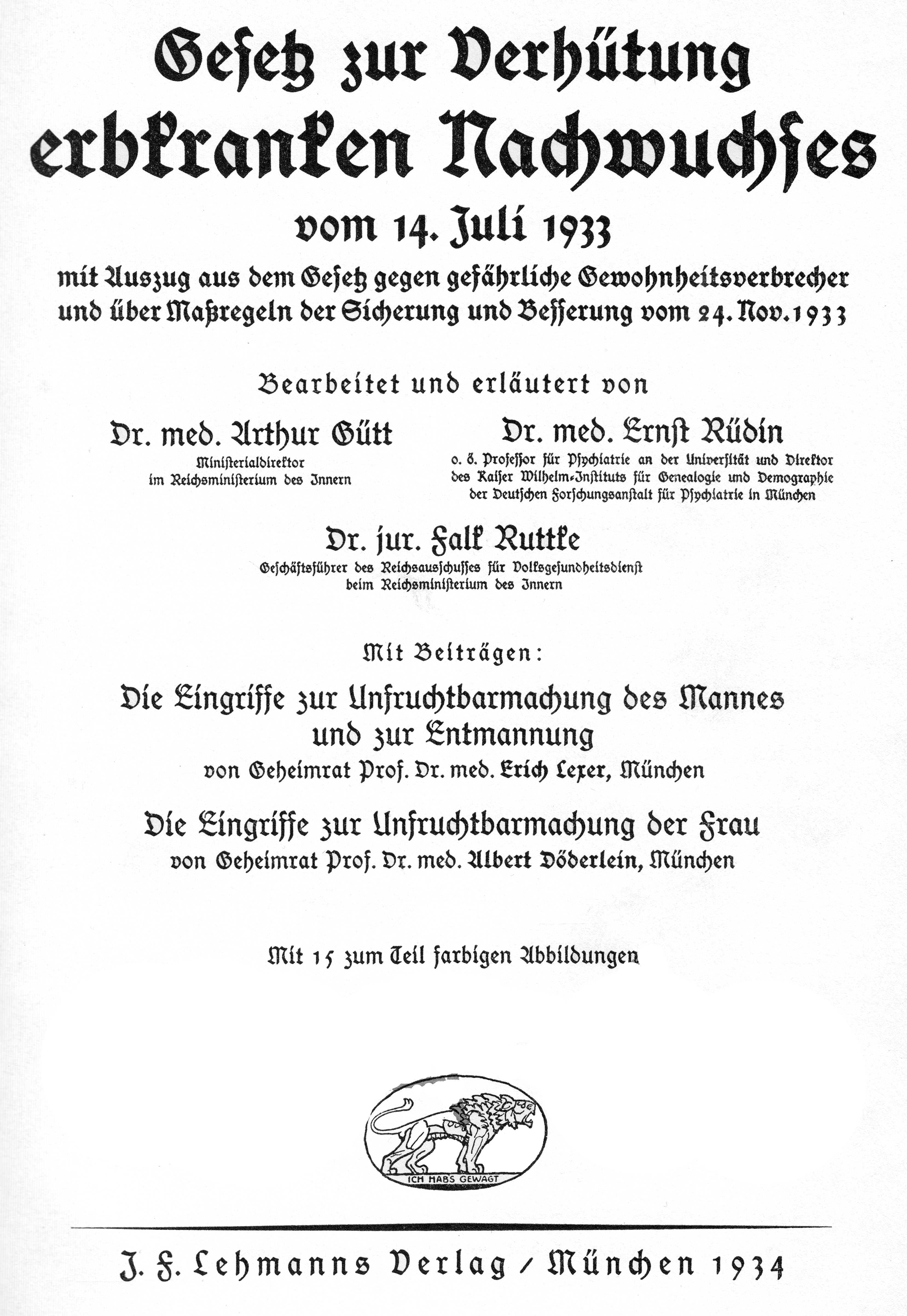
Титульна сторінка Закону про запобігання спадково хворим нащадкам від 14 липня 1933 року, співавтором якого був Гютт.